# Mandelbachtal
Mandelbachtal är en kommun i Saarpfalz-Kreis i förbundslandet Saarland i Tyskland.
De tidigare kommunerna Bebelsheim, Bliesmengen-Bolchen, Erfweiler-Ehlingen, Habkirchen, Heckendalheim, Ommersheim, Ormesheim och Wittersheim bildade den nya kommunen Mandelbachtal 1 januari 1974.